# Ирия: Зейрам
«И́рия: Зейра́м» (яп. イ・リ・ア ゼイラム ジ アニメーション ириа дзэйраму дзи анимэ:сён, Iria: Zeiram the Animation), стилизовано как I・Я・I・A ZЁIЯAM THE ANIMATION — шестисерийное аниме в формате OVA режиссёра Тэцуро Амино, выпущенное студией Ashi Productions в 1994 году. Является предысторией к игровому фильму «Зейрам» 1991 года.
По мотивам аниме в 1995 году вышла видеоигра Hyper Iria для приставки Super Famicom.

## Сюжет
После того как охотница за головами Ирия возвращается с небольшой миссии по поимке преступника, её старший брат Грен и его напарник Боб, являющийся агентом охранной фирмы «Гомвак», получают задание провести спасательную операцию на угнанном космическом корабле «Карма», попавшем в пояс астероидов. По пути им сообщают, что корпорация «Тидан типпидай» отменила задание, но Грен и Боб решают всё равно попасть к «Карме» до того, как к ней прибудут представители властей. К ним присоединяется Ирия, и они втроём достигают потерпевший аварию корабль. Там они обнаруживают пустые грузовые отсеки, кучи трупов и немного выживших, среди которых вице-президент корпорации Путтубая. Внезапно появляется Зейрам, который был грузом на «Карме», вырвался, стал убивать находящихся на борту и угнал корабль. Ирия и Грен вступают в бой с Зейрамом, однако Путтубая утверждает, что монстр представляет собой груз, который необходимо перевезти. Боб настаивает, что это неприемлемо, так как Зейрам чрезвычайно опасен. В ходе схватки Зейрам тяжело ранит Боба, которого эвакуируют вместе с Путтубаей и другими выжившими на Майс, а Грен пропадает без вести. Покинувшей корабль Ирии придётся найти брата, ещё не раз столкнуться с Зейрамом, а также разобраться в инциденте с «Кармой».

## Персонажи
Ирия (яп. イリア Ириа) — молодая охотница за головами из области Батабитадзира планеты Майс, стажёрка охранной фирмы «Гомвак». Несмотря на то что она не имеет лицензию полноценного охотника за головами, обладает высокими физическими способностями и острым умом.
Сэйю: Ая Хисакава
Грен (яп. グレン Гурэн) — охотник за головами и старший брат Ирии, для которой был наставником. Позже Фудзикуро предполагает, что Грен может приходиться Ирии не братом, а всего лишь близким другом.
Сэйю: Дзюрота Косуги
Боб (яп. ボブ Бобу) — агент охранной фирмы «Гомвак» и напарник Грена. Оказывается тяжело раненным вследствие схватки с Зейрамом на космическом корабле «Карма», после чего его личность перемещают в компьютер. Позже в здании «Тидан типпидая» Ирия достаёт Боба в виде программы, и он становится её помощником.
Сэйю: Масару Икэда
Фудзикуро (яп. フジクロ) — бывалый охотник за головами, который утверждает, что неохотно помогает Ирии только потому, что Боб обещает ему за это деньги. По мере развития событий проявляет неравнодушие к её безопасности.
Сэйю: Сигэру Тиба
Кей (яп. ケイ Кэй) — сирота из Ночной зоны курортной планеты Таовадзан. После короткого конфликта с Ирией начинает дружить с ней и помогать в сражениях против Зейрама. Кей представляется всем как мальчик, однако затем Фудзикуро разоблачает его как девочку, использующую мужской образ.
Сэйю: Мика Канаи
Комимаса (яп. コミマサ) — сирота из Ночной зоны и ближайший друг Кей.
Сэйю: Тика Сакамото
Тоука (яп. トウカ) — учёный, эксперт по Зейраму и единственный выживший член первоначальной исследовательской группы.
Сэйю: Юдзуру Фудзимото
Зейрам (яп. ゼイラム Дзэйраму) — практически несокрушимое и чрезвычайно сильное существо, способное создавать несовершенные клоны самого себя для усиления своей мощи. Для поддержания жизни ему необходимо ассимилировать (поглощать) другие формы жизни, причём он, предположительно, может узнавать всё, что известно ассимилированному организму. Зейрам не является уникальным созданием: родственные ему версии существуют по всей вселенной.
Сэйю: Ватару Такаги
Путтубая (яп. プットゥバヤ) — вице-президент корпорации «Тидан типпидай», ответственный за инцидент с кораблём «Карма».
Сэйю: Мугихито

## Список серий
| № серии | Название                                      | Сценарист        | Дата премьеры         |
| ------- | --------------------------------------------- | ---------------- | --------------------- |
| 1       | Кромешная тьма «нубатама» (射干玉 -ぬばたま-) | Тэцуро Амино     | 23 июня 1994 года     |
| 2       | Ярость «акасима» (暴 －あかしま－)            | Нарухиса Аракава | 21 июля 1994 года     |
| 3       | Образ «омокагэ» (面影 －おもかげ－)           | Тэцуро Амино     | 25 августа 1994 года  |
| 4       | Кипарис «хахакиги» (帚木 －ははきぎ－)        | Хадзимэ Мацумото | 24 сентября 1994 года |
| 5       | Голос ветра «ковабури» (声風 －こわぶり－)    | Хадзимэ Мацумото | 22 октября 1994 года  |
| 6       | Махо́роба «махороба» (麻本呂婆 －まほろば－)   | Нарухиса Аракава | 21 ноября 1994 года   |

## Медиа

### Аниме
OVA сначала вышла в Японии на 6 LaserDisc от Bandai в 1994 году. В 2004 году появилось издание Complete Edition на DVD. Видео размещено для просмотра на сайте Bandai Channel.
В США компания Media Blasters издавала Iria: Zeiram the Animation на 3 DVD в 2004 и 2007 годах. Формат — 1,33:1 (4:3), звук — Dolby Digital 5.1 (японский) и 2.0 (английский). Видео казалось плагиатом на серию фильмов «Чужой», вдохновившую франшизу Zeiram. Диски 2007 года были копией выпуска 2004 года без металлической коробки, ремастеринга и новых дополнительных материалов, поэтому получили оценку «рекомендовано». Изображение полноэкранное, однако на плёнке 1994 года есть грязь, заметны царапины, хотя всё смотрится лучше, чем отредактированная версия, показанная по кабельному телевидению. Цвета приглушённые, а затемнённые части не выглядят как положено. Анимация не является плавной, используя широкие неподвижные кадры и спецэффекты взрывов. Dolby Digital 5.1 превосходит 2.0 по разделению и динамическому диапазону с учётом ограничения объёмного звука и давности производства. Английские субтитры мало подходят к японской дорожке, потому что для каждой версии был заказан отдельный перевод, хотя особых «вольностей» не обнаружено. Проблема существовала много лет на онлайн-форумах из-за тех, кто на самом деле не говорил и не читал по-японски. В целом, несмотря на слабые места, звук сбалансирован. Лучшим дополнением стало небольшое интервью с создателем Zeiram Кэйтой Амэмией. Он прояснил ряд моментов, оригинальные идеи, которые отаку забыли за годы с момента выхода сериала. Ещё короче был разговор с дизайнером персонажей Масакадзу Кацурой, талантливым художником, преданным своему делу. Список завершили галерея изображений, опенинг для караоке и несколько трейлеров.
В России сериал «Ирия» получил прокатное удостоверение в 2009 году. Установлено возрастное ограничение — зрителям, достигшим 16 лет.
В 2009 году Siren Visual выпустила DVD в Австралии и Новой Зеландии (регион 4) с рейтингом М. Формат тот же, звук 2.0, видео с приглушёнными цветами, а также грязью и царапинами. Опенинг и музыка не выдержали проверку временем, но финальная песня Мицуко Сираминэ, безусловно, вышла более интересной. Саундтрек мало чем выделяется, хотя японский вариант звучит лучше. Дубляж National Sound Studio уступает, главные герои лишены индивидуальности. Ая Хисакава сыграла роль Ирии лучше, чем Стэйси Линн Ренна. Есть небольшая проблема с работой субтитров, когда два или более персонажа говорят одновременно. В данном релизе нет дополнений.
В 2013 году компания MVM объявила о выпуске Iria: Zeiram the Animation на DVD. Британский совет по классификации фильмов присвоил рейтинг 12.
В 2016 году Discotek Media представила Iria Zeiram: The Animation Master Collection. Диски маркировались 16+. В 2023 году Discotek Media издаёт Blu-ray со звуком LPCM 2.0, сканирование оригинальной плёнки осуществлено в 2K.

### Музыка
| №   | Название                    | Длительность |
| --- | --------------------------- | ------------ |
| 1.  | «Eigou»                     | 1:09         |
| 2.  | «Toketeiku Yume no Hate ni» | 4:17         |
| 3.  | «Kokuu»                     | 1:02         |
| 4.  | «Shippuu»                   | 1:37         |
| 5.  | «Kyoufuu -Ni-»              | 2:00         |
| 6.  | «Kyousou»                   | 1:53         |
| 7.  | «Rangeki»                   | 1:22         |
| 8.  | «Shouha»                    | 2:03         |
| 9.  | «Moukou»                    | 1:17         |
| 10. | «Ansoku»                    | 0:51         |
| 11. | «Kikou»                     | 1:30         |
| 12. | «Dasshutsu»                 | 1:34         |
| 13. | «Hikuu»                     | 1:47         |
| 14. | «Kyoufuu -San-»             | 2:02         |
| 15. | «Kyokusen»                  | 2:14         |
| 16. | «Eikou»                     | 1:59         |
| 17. | «Omoide ni Chikai Sora»     | 4:33         |
| 18. | «Kunpuu»                    | 1:45         |
| 19. | «Resshuu»                   | 1:17         |
| 20. | «Kyoufuu -Yon-»             | 2:12         |
| 21. | «Yuugeki»                   | 3:40         |
| 22. | «Shunma»                    | 2:42         |
| 23. | «Hien»                      | 1:34         |
| 24. | «Douhyou»                   | 2:57         |
| 25. | «Kyoufuu -Go-»              | 2:07         |
| 26. | «Yume wa Tooi keredo»       | 5:01         |

Начальную композицию под названием «Tokete Iku Yume no Hate ni» (яп. 溶けていく夢の果てに токэтэ ику юмэ но хатэ ни, «В конце тающей мечты») исполняет Яёи Гото, а завершающую «Yume wa Toi Keredo» (яп. 夢は遠いけれど юмэ ва тои кэрэдо, «Хотя мечта так далека») — Saeko. 
Саундтрек был издан Victor Entertainment в 1994 году. Тогда же вышел сингл с песнями. 
Музыка — Ёитиро Ёсикава (1, 3, 4, 6—13, 15, 16, 18, 19, 21—24), Тэцуро Амино (5, 14, 20, 25), Такао Ясубэ (26). Слова — Юка Кобаяси (2), Мицуко Сираминэ (17, 26).
Участники записи
Ёитиро Ёсикава — программирование, клавишные, гитара, бас, аранжировка фортепиано и струнных, музыкальный продюсер, Нобуясу Хорикоси — гитара, ситар (26), Эидзи Нарусима — перкуссия, Сигэо Мията — барабаны, Yuichiro Goto Group — струнные, Кэндзи Накадзава и Ёсикадзу Киси — труба, Отохико Фудзита и Масато Абэ — горн, Хироси Сибаяма — гобой, Яёи Гото — вокал (2), Saeko — вокал (26), Ая Хисакава — вокал (17), голос (5, 14, 20, 25), Масару Икэда — голос (5, 25), Такао Ясубэ — аранжировка и секвенсор Macintosh, акустическая гитара, бас (26), Наоми Исикава — перкуссия (26), Синго Томода — барабаны (26). Запись произведена на студиях Victor, Garden, Mit, Zero и Farm. Звукорежиссёры — Хидэюки Акимото, Синъити Усуи, Масакадзу Кимура и Коки Онодэра. Мастеринг — Хироси Кавасаки.

### Компьютерная игра
| Иноязычные издания | Иноязычные издания |
| Издание            | Оценка             |
| ------------------ | ------------------ |
| Famitsu            | 21/40              |
| Nintendo Life      | [ 25 ]             |
| Consoles +         | 84 %               |

13 октября 1995 года компания TamTam выпустила экшен-игру Hyper Iria (яп. ハイパーイリア хайпа: ириа) для приставки Super Famicom. Игра была выпущена только в Японии, издателем выступила Banpresto. 
Игра основана на сюжете оригинального аниме, однако не повторяет его полностью. В ней пять уровней, которые выбираются в любом порядке. За прохождение игрок получает деньги, их можно тратить на улучшение вооружения.

## Критика
Хелен Маккарти в книге «500 важнейших аниме-фильмов» (500 Essential Anime Movies) назвала аниме «превосходным произведением научной фантастики» и похвалила дизайн персонажей. По словам писательницы, «миры кажутся по-настоящему футуристическими и внеземными, боевые сцены убедительные, музыка великолепная, а медленно развивающийся заговор по сюжету — как вишенка на торте». 
Джонатан Клементс и Маккарти в энциклопедии заметили, что благодаря отличной музыке и прекрасному дизайну, вдохновлённому фильмом «Приключения барона Мюнхгаузена» и мангой Video Girl Ai, Iria: Zeiram the Animation является превосходным научно-фантастическим приключением с инопланетной атмосферой. Минусом оказался только посредственный английский дубляж. Сериал выступает приквелом к фильму Кэйты Амэмии (1991), где Ирия, которую играет Юко Морияма, преследует Зейрама на Земле. Аниме, к счастью, было свободно от ограничений кино, перемещаясь с огромных космических грузовых кораблей в инопланетные миры и города с причудливыми технологиями. Представлено больше персонажей, а клоны монстра устраивают такую резню, что обанкротит студию игрового фильма. Франшизу продолжил сиквел	«Зейрам 2» (1994), а в 1997 году Амэмия выпустил Moon Over Tao: Makaraga с Мориямой, это перенесло обстановку Зейрама в бессвязный историко-фэнтезийный мир.
Борис Иванов на сайте «Аниме и манга в России» рекомендовал «Ирия: Зейрам» к просмотру, особенно, если до или после увидеть один из вышеупомянутых полнометражных фильмов и почувствовать разницу.
CBR включил Iria: Zeiram в список 10 удивительных научно-фантастических аниме, о которых никто не говорит. Согласно The Daily Dot, сериал был в числе 15 лучших аниме 2018 года на сервисе Prime Video.
The Anime Review считает, что Iria: Zeiram на удивление оказался хорошим выпуском, который основан на таких «неудержимых злодеях», как Терминатор, Чужие и Борг. 
Рафаэль Си на сайте THEM Anime оценил OVA на 3 из 5 звёзд, похвалив качество анимации и дизайн персонажей, в особенности Ирии, которая отличается от многих одномерных женщин в аниме. В то же время рецензент назвал главным недостатком сюжетную составляющую, считая её слабой, вторичной и полной оплошностей (почему армия, стрелявшая в Зейрама, так и не нашла его слабое место, когда это сделал парень с рогаткой?). Чувствуется посредственность: «мы уже проходили». И дело не в предсказуемости, а в том, что зрителям всё равно. Конструкции машин напоминают древний Дальний Восток в сочетании с технологиями Федерации. Ирия использует устройства, превосходящие арсенал Бэтмена. Сериал получил рейтинг PG-13 за насилие, смерти и короткую обнажённую сцену с главной героиней в душе.